# Oetker Hotel Management Company
Die Oetker Hotel Management Company GmbH ist eine deutsche Hotelmanagementgesellschaft mit Sitz in Baden-Baden. Als Tochterunternehmen der Geschwister Oetker-Gruppe vereint die Oetker Hotel Management Company aktuell elf Hotels sowie mehr als 150 private Villen und Anwesen weltweit.

## Geschichte
Das erste Hotel hat Rudolf-August Oetker 1941 gekauft, als er das Brenners Park-Hotel & Spa, das 1872 eröffnet wurde, erwarb. Das zweite Hotel du Cap in Cap d'Antibes wurde im Jahr 1969 gekauft und unter dem Namen Hotel du Cap-Eden-Roc geführt. Im Jahr 1978 erwarb Rudolf Oetker das Le Bristol in Paris. Alle drei Häuser übernahm Oetker direkt von den ursprünglichen Eigentümern. Geschäftsprinzip waren dabei die einzigartige Lage und die Aura. 1994 erfolgte der Kauf eines zusätzlichen Hotels, Château Saint-Martin & Spa in Vence/Frankreich.
Im Jahr 2008 wurde die Oetker Collection gegründet, um die Hotels der Familie Oetker zu betreiben. Bald ergänzten weitere fünf Hotels die Sammlung: L'Apogée Courchevel (2013), Eden Rock - St. Barths (2014), The Lanesborough in London (2015), Palácio Tangará in São Paulo und Jumby Bay in Antigua (2017). Mit den Eröffnungen der Hotels The Woodward in Genf (2021) und Hotel La Palma auf Capri (geplant 2023) zählt die Oetker Collection elf Hotels.
Seit der Umstrukturierung und Aufteilung der Oetker-Gruppe im Jahr 2021 gehört die Oetker Collection zur Geschwister Oetker Beteiligungen KG.